# Жамбил (Уаліхановський район)
Жамби́л (каз. Жамбыл) — село у складі Уаліхановського району Північноказахстанської області Казахстану. Входить до складу Бідайицького сільського округу, раніше було у складі Амангельдинського сільського округу.
Населення — 255 осіб (2021; 279 у 2009, 374 у 1999, 395 у 1989).
Національний склад станом на 1989 рік:
- казахи — 100 %.

Раніше село називалось Джамбул.